# Schenkensee (Iphofen)
Der Schenkensee ist ein Weiher im Gebiet der Stadt Iphofen im bayerischen Landkreis Kitzingen.

## Geographie
Der See gehört zum Stadtteil Dornheim und ist etwa 1,6 km südsüdöstlich von der Ortsmitte des Dorfes Dornheim entfernt. Er liegt in der nordostwärts laufenden Talmulde des Gießgrabens, die gerade noch an dessen Westrand zum Südlichen oder Vorderen Steigerwald gehört, während etwa Dornheim selbst schon Teil der vorgelagerten Hellmitzheimer Bucht des Steigerwaldvorlandes ist.
Die nächsten Orte sind die Einöde Forsthaus etwa 0,8 km östlich im Limpurger Forst rechts des Gießgrabentals und der kleine Weiler Fischhof etwa 1,2 km bachabwärts im Nordosten an der Gießgrabenquerung der Kreisstraße KT 3 aus Dornheim, von der her ein Feldweg zum See führt.

## Beschreibung
Geologisch gesehen liegt der Weiher im lehmreichen Gipskeuper (Grabfeld-Formation) des westlichen Steigerwaldes.
Er hat etwa rechtwinklig-dreieckige Kontur mit der etwa 155 m langen Hypotenuse im Nordosten, wo ein gerader und wenig hoher Wegdamm ihn anstaut. Er bedeckt eine Fläche von etwa 0,9 ha und wird von einem kurzen Bächlein durchflossen, das aus einem Wald im Westen an linken Hang des Gießgrabens kommt und schon etwa 20 Meter unterhalb des Dammes in den Gießgraben mündet. Den See umgibt, am Damm mit Lücken, eine Baumgalerie, außerhalb von der sich im Süden ein feuchtes und krautiges Wiesengelände zum aufwärtigen Gießgraben hin erstreckt, weniger weit entlang dem zulaufenden Bächlein nach Westen und am geringsten nach Nordwesten zu. Im Norden liegen Felder nahe am Ufer.
Der See wird als Fischweiher genutzt und ist als Naturdenkmal ausgewiesen.

## Geschichte
Der See ist schon auf Karten aus dem 19. Jahrhundert zu finden und existierte seinem Namen zufolge wohl schon viel früher, da der Limpurg-Speckheimer Zweig der 1713 im Mannesstramm erloschenen Schenken von Limpurg in der Umgegend ein Herrschaftsgebiet besaß und begütert war, mit etwa einem Sitz auf der Burg Speckfeld bei Markt Einersheim ca. 6,5 km im Norden.

### BayernAtlas („BA“)
Amtliche Online-Gewässerkarte mit passendem Ausschnitt und den hier benutzten Layern: Schenkensee und Umgebung

Allgemeiner Einstieg ohne Voreinstellungen und Layer: BayernAtlas der Bayerischen Staatsregierung (Hinweise)
1. ↑  Höhe abgefragt auf dem Hintergrundlayer Amtliche Karte (Rechtsklick).
2. 1 2 3  Dimensionen abgemessen auf dem Hintergrundlayer Amtliche Karte.
3. ↑  Einzugsgebiet abgemessen auf dem Hintergrundlayer Amtliche Karte.
4. ↑  Geologie nach dem Layer Geologischen Karte 1:500.000.
5. ↑  Eintrag auf dem anwählbaren Hintergrundlayer Historische-Karte.

### Sonstige
1. ↑  Karl Albert Habbe: Die naturräumlichen Einheiten auf Blatt 153 Bamberg – Ein Problembündel und ein Gliederungsvorschlag. In: Mitteilungen der Fränkischen Geographischen Gesellschaft 2003/2004, S. 55–102 (PDF-Download)